# Jerzy Morawski (muzykolog)
Jerzy Morawski (ur. 9 września 1932 w Warszawie, zm. 26 lutego 2023) – polski muzykolog, były pracownik Instytutu Sztuki PAN (1956-2005), gdzie był kierownikiem Pracowni Historii Muzyki (1970-78), zastępcą dyrektora Instytutu Sztuki (1978-81), kierownikiem Pracowni „Monumenta Musicae in Polonia” (1985-92); były wykładowca Uniwersytetu Warszawskiego (1968-70), Akademii Teologii Katolickiej w Warszawie (1970-75) i Uniwersytetu Jagiellońskiego w Krakowie (1971-84, 1999). Był redaktorem serii wydawniczych Musica Medii Aevi (1965-80) i Monumenta Musicae in Polonia (1972-2005). Zajmował się historią muzyki średniowiecza, klasycyzmu i wczesnego romantyzmu. Studiował w Instytucie Muzykologii UW (1951-58) oraz teorię muzyki i fortepian Państwowej Wyższej Szkole Muzycznej w Warszawie (1953-1961). Odznaczony został Krzyżem Kawalerskim Orderu Odrodzenia Polski. Był mężem muzykolog Katarzyny Morawskiej.

## Prace naukowe
- Polska liryka muzyczna w średniowieczu: repertuar sekwencyjny cystersów : (XIII-XVI w.), PWN, Warszawa 1973,
- Teoria muzyki w średniowieczu: wybrane zagadnienia, Akademia Teologii Katolickiej, Warszawa 1979,
- Recytatyw liturgiczny w średniowiecznej Polsce : wersety, lekcje, oracje, Sutkowski Edition, Warszawa 1996,
- Historia muzyki polskiej. Tom 1, Średniowiecze. Część 1, do roku 1320, Sutkowski Edition, Warszawa 2006.